# Юшково (Медведевський район)
Ю́шково (рос. Юшково, марій. Юшково) — присілок у складі Медведевського району Марій Ел, Росія. Входить до складу Кузнецовського сільського поселення.

## Населення
Населення — 137 осіб (2010; 113 у 2002).
Національний склад (станом на 2002 рік):
- росіяни — 64 %